# Liste des BB 15000
Cette page est une annexe de l'article « BB 15000 ».
Cette liste recense les éléments du parc de locomotives électriques BB 15000, matériel roulant de la Société nationale des chemins de fer français (SNCF).

## État du matériel au 13 juillet 2025
| Motrices  | Mise en service   | Radiation          | Livrée                 | STF | Baptême (Date)                            | Dernière activité                         | Note                                                     |
| --------- | ----------------- | ------------------ | ---------------------- | --- | ----------------------------------------- | ----------------------------------------- | -------------------------------------------------------- |
| BB 15001  | 3 juillet 1971    | 9 octobre 2019     | Arzens                 |     | Gretz-Armainvilliers (23 octobre 1982)    | TER Hauts-de-France                       | Préservée APPFE                                          |
| BB 15002  | 31 juillet 1971   | 27 mars 2019       | Arzens                 |     | Longwy (23 avril 1983)                    | TER Grand-Est                             |                                                          |
| BB 15003  | 15 novembre 1971  | 17 décembre 2019   | Arzens                 |     | Sarreguemines (1er octobre 1983)          | TER Hauts-de-France                       |                                                          |
| BB 15004  | 4 janvier 1972    | 31 décembre 2020   | Arzens                 |     | Sedan (8 mai 1984)                        | TER Normandie                             |                                                          |
| BB 15005  | 2 octobre 1972    | 8 avril 2019       | Arzens                 |     | Saint-Louis (12 mai 1984)                 | TER Grand-Est                             |                                                          |
| BB 15006  | 15 novembre 1972  | 9 décembre 2005    | Arzens                 |     | Metz (2 juin 1973)                        | TER Alsace                                |                                                          |
| BB 15007  | 22 février 1973   | 5 décembre 2018    | Corail +               |     |                                           | TER Grand-Est                             |                                                          |
| BB 15008  | 9 avril 1973      | 17 décembre 2019   | Arzens                 |     | Nancy (27 juin 1973)                      | TER Hauts-de-France                       |                                                          |
| BB 15009  | 17 mai 1973       | 30 juillet 2021    | Arzens                 |     | Reims (9 mars 1974)                       | TER Normandie                             |                                                          |
| BB 15010  | 28 juin 1973      | 6 mai 2020         | Arzens                 |     | Strasbourg (5 novembre 1973)              | TER Normandie                             |                                                          |
| BB 15011  | 17 septembre 1973 | 9 décembre 1976    | Arzens                 |     | Épernay (26 octobre 1974)                 | TER Alsace                                |                                                          |
| BB 15012  | 22 octobre 1973   | 17 décembre 2019   | Arzens                 |     | Châlons-sur-Marne (20 avril 1974)         | TER Hauts-de-France                       |                                                          |
| BB 15013  | 15 novembre 1973  | 6 mai 2021         | Arzens                 |     | Longuyon (8 juin 1974)                    | TER Normandie                             |                                                          |
| BB 15014  | 28 décembre 1973  | 17 mars 2021       | Arzens                 |     | Thionville (21 septembre 1974)            | TER Normandie                             |                                                          |
| BB 15015  | 8 juillet 1974    | 1er septembre 1994 | Arzens                 |     |                                           | TER Alsace                                |                                                          |
| BB 15016  | 4 novembre 1974   | 6 mai 2021         | Corail +               |     | Charleville-Mézières (26 avril 1975)      | TER Normandie                             |                                                          |
| BB 15017  | 28 novembre 1974  | 30 juillet 2021    | Arzens                 |     | Saint-Avold (30 septembre 1975)           | TER Normandie                             |                                                          |
| BB 15018  | 12 décembre 1974  | 28 novembre 2013   | Arzens                 |     | Bondy (18 juin 1988)                      | TER Haute-Normandie / TER Basse-Normandie |                                                          |
| BB 15019  | 6 janvier 1975    | 6 mai 2021         | Corail +               |     | Montigny-lès-Metz (16 novembre 1975)      | TER Normandie                             |                                                          |
| BB 15020  | 24 janvier 1975   | 31 décembre 2020   | Corail +               |     | Pau (25 juin 1976)                        | TER Normandie                             |                                                          |
| BB 15021  | 14 février 1975   | 17 mars 2021       | Corail +               |     | Château-Thierry (20 juin 1976)            | TER Normandie                             |                                                          |
| BB 15022  | 6 mars 1975       | 30 juillet 2021    | Arzens                 |     | Pantin (28 avril 1984)                    | TER Normandie                             |                                                          |
| BB 15023  | 2 avril 1975      | 30 juillet 2021    | Corail +               |     | Meaux (22 mai 1976)                       | TER Normandie                             |                                                          |
| BB 15024  | 6 mai 1975        | 11 décembre 2017   | Arzens                 |     | Lunéville (7 novembre 1976)               | TER Grand-Est                             |                                                          |
| BB 15025  | 13 juin 1975      | 30 juillet 2021    | Arzens                 |     | Toul (24 mai 1986)                        | TER Normandie                             |                                                          |
| BB 15026R | 9 septembre 1975  | 1er novembre 2021  | Corail +               |     | Épernay (Report de la 15011)              | TER Normandie                             |                                                          |
| BB 15027R | 2 octobre 1975    | 16 janvier 2025    | Corail +               |     | Creutzwald (26 novembre 1977)             | TER Normandie                             |                                                          |
| BB 15028R | 14 octobre 1975   | 2 janvier 2013     | Corail +               |     | Villiers-le-Bel (2 avril 1977)            | TER Haute-Normandie / TER Basse-Normandie |                                                          |
| BB 15029R | 20 novembre 1975  | 31 mai 2025        | Corail +               |     | Aurillac (16 juin 1978)                   | TER Normandie                             |                                                          |
| BB 15030R | 12 novembre 1975  |                    | Corail +               | SHF | Forbach (24 juin 1978)                    | TER Hauts-de-France                       |                                                          |
| BB 15031R | 26 novembre 1975  | 10 juillet 2025    | Corail +               |     | Moyeuvre-Grande (20 avril 1985)           | TER Normandie                             |                                                          |
| BB 15032R | 6 décembre 1975   | 31 décembre 2024   | Corail+ / Faces grises |     | Chambly (22 juin 1985)                    | TER Normandie                             |                                                          |
| BB 15033  | 5 décembre 1975   | 26 janvier 2004    | Corail +               |     | Gagny (24 mai 1986)                       | TER Alsace                                |                                                          |
| BB 15034R | 15 décembre 1975  | 31 décembre 2024   | En Voyage              |     | Sète (11 août 1978)                       | TER Normandie                             |                                                          |
| BB 15035R | 5 janvier 1976    | 16 mai 2024        | Corail +               |     | Nogent-sur-Marne (27 octobre 1984)        | TER Normandie                             |                                                          |
| BB 15036R | 9 janvier 1976    | 31 décembre 2024   | Corail +               |     | Le Perreux-sur-Marne (27 octobre 1984)    | TER Normandie                             |                                                          |
| BB 15037R | 13 janvier 1976   | 15 mars 2025       | Corail +               |     | La Ferté-sous-Jouarre (15 juin 1985)      | TER Normandie                             |                                                          |
| BB 15038R | 22 janvier 1976   | 31 mars 2025       | Corail +               |     | Ars-sur-Moselle (2 mai 1987)              | TER Normandie                             |                                                          |
| BB 15039  | 3 février 1976    | 31 mai 2019        | Corail +               |     | Rosny-sous-Bois (5 octobre 1985)          | TER Grand-Est                             |                                                          |
| BB 15040R | 6 février 1976    |                    | Corail +               | SHF | Livry-Gargan (30 mai 1987)                | TER Hauts-de-France                       |                                                          |
| BB 15041R | 13 février 1976   | 1er juin 2022      | Corail +               |     | Sainte-Ménéhould (24 mai 1987)            | TER Hauts-de-France                       |                                                          |
| BB 15042R | 27 février 1976   |                    | Corail +               | SHF | Étival-Clairefontaine (16 septembre 1989) | TER Hauts-de-France                       |                                                          |
| BB 15043R | 2 mars 1976       | 31 mars 2025       | Corail +               |     | Maizières-lès-Metz (6 octobre 1985)       | TER Normandie                             | Dernier train assuré en BB15000 au départ de St Lazare** |
| BB 15044R | 5 mars 1976       | 31 décembre 2024   | Corail +               |     | Suippes (13 septembre 1986)               | TER Normandie                             | Accidentée de 08/11/2024                                 |
| BB 15045R | 18 mars 1976      | 31 décembre 2024   | Corail +               |     | Raon-l'Étape (11 juin 1988)               | TER Normandie                             |                                                          |
| BB 15046R | 30 mars 1976      |                    | Corail +               | SHF | /                                         | TER Hauts-de-France                       |                                                          |
| BB 15047R | 20 avril 1976     | 27 novembre 2024   | Corail +               |     | Chelles (17 septembre 1988)               | TER Hauts-de-France                       |                                                          |
| BB 15048R | 1er mai 1976      |                    | Corail +               | SHF | Haguenau (12 septembre 1987)              | TER Hauts-de-France                       |                                                          |
| BB 15049R | 15 avril 1976     |                    | Corail +               | SHF |                                           | TER Hauts-de-France                       |                                                          |
| BB 15050  | 13 mai 1976       | 9 juillet 2019     | Corail +               |     | Vitry-le-François (20 octobre 1984)       | TER Grand-Est                             |                                                          |
| BB 15051  | 9 mai 1978        | 6 mai 2021         | Corail +               |     | Aulnoye-Aymeries (26 mai 1979)            | TER Normandie                             |                                                          |
| BB 15052R | 14 mai 1978       | 21 février 2022    | Corail +               |     | Cambrai (22 septembre 1979)               | TER Normandie                             |                                                          |
| BB 15053R | 20 mai 1978       | 15 Mai 2025        | En Voyage              |     | Trouville-sur-Mer (7 juillet 1979)        | TER Normandie                             |                                                          |
| BB 15054R | 11 mai 1978       |                    | Corail +               | SHF |                                           | TER Hauts-de-France                       |                                                          |
| BB 15055R | 23 mai 1978       |                    | En Voyage              | SHF | Metz (Report de la 15006)                 | TER Hauts-de-France                       |                                                          |
| BB 15056R | 1er juin 1978     | 18 juin 2025       | En Voyage              |     | Vannes (29 novembre 1980)                 | TER Hauts-de-France                       |                                                          |
| BB 15057  | 23 mai 1978       | 31 décembre 1981   | Arzens                 |     | Sarrebourg (19 mai 1979)                  | TER Alsace                                |                                                          |
| BB 15058R | 27 juin 1978      |                    | En Voyage              | SHF | Épinal (23 juin 1979)                     | TER Hauts-de-France                       |                                                          |
| BB 15059R | 4 juin 1978       |                    | Corail +               | SHF | Tourcoing (5 mai 1979)                    | TER Hauts-de-France                       |                                                          |
| BB 15060R | 7 juin 1978       | 8 janvier 2023     | Corail +               |     | Creil (28 octobre 1978)                   | TER Hauts-de-France                       |                                                          |
| BB 15061R | 19 juin 1978      | 18 juin 2025       | Corail +               |     | Sarrebourg (Report de la 15057)           | TER Hauts-de-France                       |                                                          |
| BB 15062R | 29 juin 1978      | 31 décembre 2024   | En Voyage              |     | Montmédy (2 juin 1984)                    | TER Normandie                             |                                                          |
| BB 15063  | 10 juillet 1978   | 17 décembre 2019   | En Voyage              |     | Verdun (4 septembre 1992)                 | TER Hauts-de-France                       |                                                          |
| BB 15064R | 17 août 1978      | 31 décembre 2024   | En Voyage              |     | Saverne (23 juin 1979)                    | TER Normandie                             |                                                          |
| BB 15065R | 17 octobre 1978   | 13 juin 2025       | En Voyage              |     | Vaires-sur-Marne (28 avril 1979)          | TER Normandie                             |                                                          |